# Alta (Norwegen)
Alta (ⓘ; nordsamisch Álaheadju, Álaheadju gielda; kvenisch Alattion komuuni) ist eine Kommune und Stadt in der nordnorwegischen Provinz (Fylke) Finnmark. Die Stadt Alta liegt in der gleichnamigen Kommune und ist deren Verwaltungssitz.
In der Kommune Alta leben 21.877 Menschen (Stand 1. Januar 2025). Davon entfallen circa 12.000 auf die Stadt Alta. Sie war für einige Jahre die weltweit nördlichste Ortschaft mit mehr als 10.000 Einwohnern, nachdem die sibirische Stadt Tiksi diesen Status in den 1990er Jahren durch Bevölkerungsschwund verloren hatte, und bevor die Bevölkerung Hammerfests 2013 auf über 10.000 Einwohner anwuchs.

## Geographie

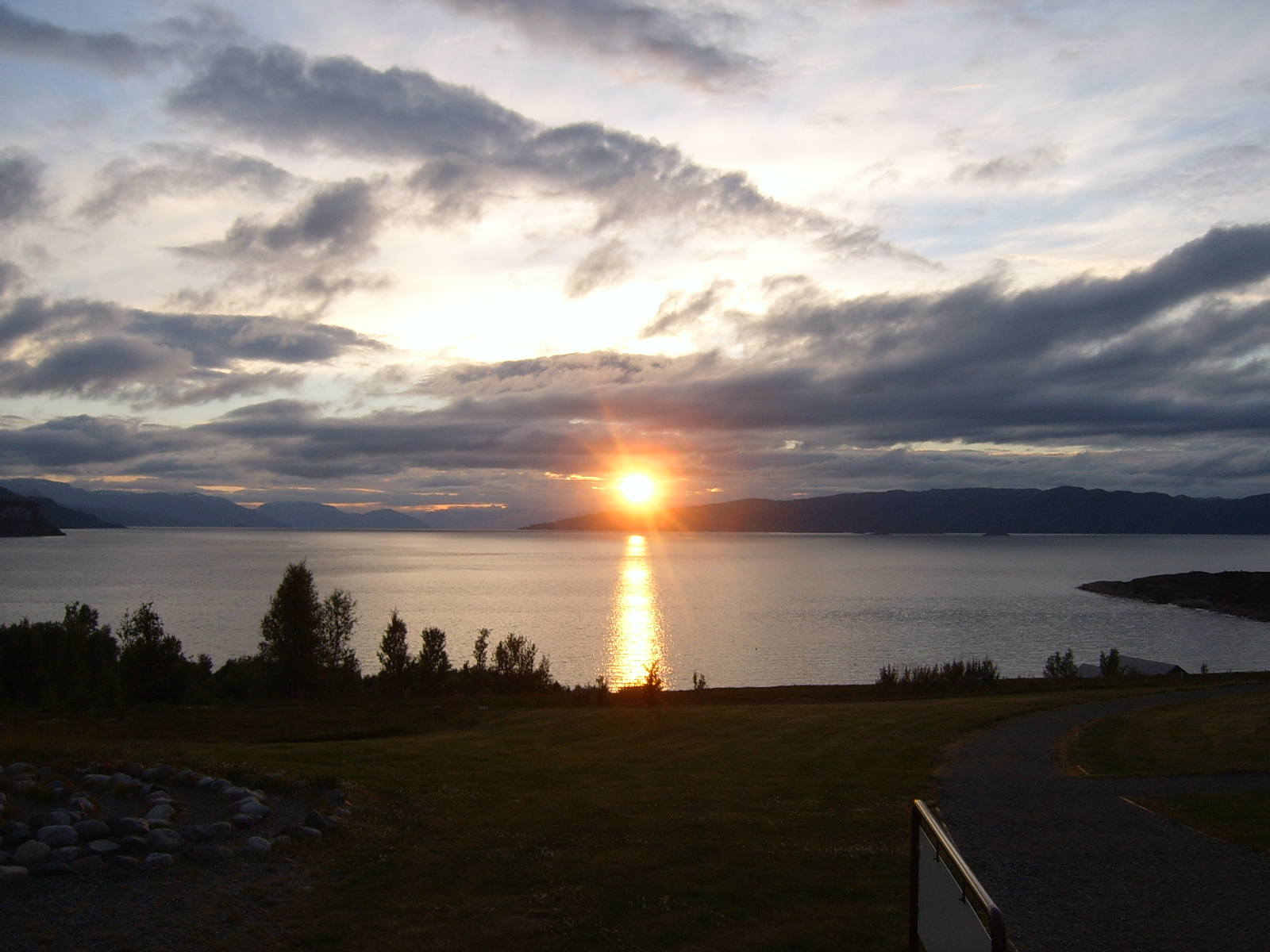
Mitternachtssonne am Altafjord

Die Kommune Alta liegt im Westen der Provinz Finnmark an der Grenze zur Provinz Troms und umschließt den Altafjord. An der Südostgrenze liegt der See Iešjávri.
Sie grenzt im Westen an die Kommunen Kvænangen (Provinz Troms) und Loppa und im Osten an die Kommunen Hammerfest, Porsanger und Karasjok. Im Süden schließt sich die Kommune Kautokeino an. Die Nordgrenze der Kommune Alta bilden der Atlantik sowie die Kommune Hasvik. Die Stadt Alta liegt am Südufer des Altafjords knapp westlich der Mündung des Alta-Flusses (norwegisch: Altaelva) in den Altafjord. Stadt und Kommune befinden sich nördlich des Polarkreises.
In der Stadt Alta geht die Sonne vom 16. Mai bis zum 26. Juli nicht unter und vom 24. November bis zum 18. Januar nicht auf. In den Wintermonaten gilt Alta als eines der besten Gebiete zur Beobachtung des Polarlichts. Vom Nordkap ist Alta (Stadt) etwa 230 km entfernt. 9 km östlich liegt der Ort Kvenvik.

### Klima
In Alta herrscht ein kaltgemäßigtes Klima, das – wie an der gesamten norwegischen Küste – durch den Einfluss des Nordatlantikstroms sehr stark abgemildert ist. So ist der Hafen von Alta ganzjährig eisfrei, und die durchschnittlichen Temperaturen sind wesentlich höher als an anderen Orten, die auf einem ähnlich nördlichen Breitengrad liegen (z. B. Barrow (Alaska)). Die durchschnittliche jährliche Niederschlagsmenge ist mit circa 420 mm recht gering.
|                       | Jan | Feb | Mär | Apr | Mai | Jun | Jul | Aug | Sep | Okt | Nov | Dez |   |     |
| Mittl. Tagesmax. (°C) | −4  | −5  | −2  | 3   | 8   | 13  | 17  | 15  | 10  | 5   | 0   | −3  | ⌀ | 4,8 |
| Mittl. Tagesmin. (°C) | −9  | −9  | −7  | −2  | 4   | 9   | 12  | 11  | 6   | 1   | 1   | −4  | ⌀ | 1,1 |
|                       |     |     |     |     |     |     |     |     |     |     |     |     |   |     |
| Niederschlag (mm)     | 32  | 26  | 25  | 20  | 22  | 34  | 54  | 47  | 42  | 50  | 37  | 38  | Σ | 427 |

| −9 |

| −9 |

| −7 |

| −2 |

| 4 |

| 9 |

| 12 |

| 11 |

| 6 |

| 1 |

| 1 |

| −4 |

| −9 |

| −9 |

| −7 |

| −2 |

| 4 |

| 9 |

| 12 |

| 11 |

| 6 |

| 1 |

| 1 |

| −4 |

| N i e d e r s c h l a g | 32  | 26  | 25  | 20  | 22  | 34  | 54  | 47  | 42  | 50  | 37  | 38  |
|                         | Jan | Feb | Mär | Apr | Mai | Jun | Jul | Aug | Sep | Okt | Nov | Dez |

## Geschichte
Die heutige Stadt wurde 1704 von eingewanderten Finnen gegründet. 1826 eröffnete 20 km westlich der Stadt am Kåfjord eine Kupfermine, in der bis 1909 Kupfererz abgebaut wurde. Das Bergwerk war die erste größere industrielle Unternehmung in Nordnorwegen und zog zahlreiche Minenarbeiter – zum Teil aus England und Schweden – in die Region.
Während des Zweiten Weltkrieges wurde die Stadt Alta beinahe komplett zerstört. Unzerstört blieb nur die Altakirke (Altakirche). Nach Ende des Krieges erfolgte der Wiederaufbau, welcher sich nicht an der historischen Bausubstanz orientierte. Das heutige Stadtbild ist dementsprechend fast ausschließlich von modernen Bauten geprägt.
1976 wurde der Stadt Alta das heutige Stadtwappen verliehen. Es zeigt eine steinzeitliche Speerspitze und nimmt damit Bezug auf die zahlreichen steinzeitlichen Funde in der Region.
Am 3. Juni 2020 ereignete sich ein Erdrutsch, bei dem ein rund 650 Meter breites Landstück an der Westseite der Kråknes-Landspitze zwischen Alta und Talvik wegbrach. Acht Häuser versanken dabei im Meer, die Bewohner konnten sich in Sicherheit bringen.

## Verkehr

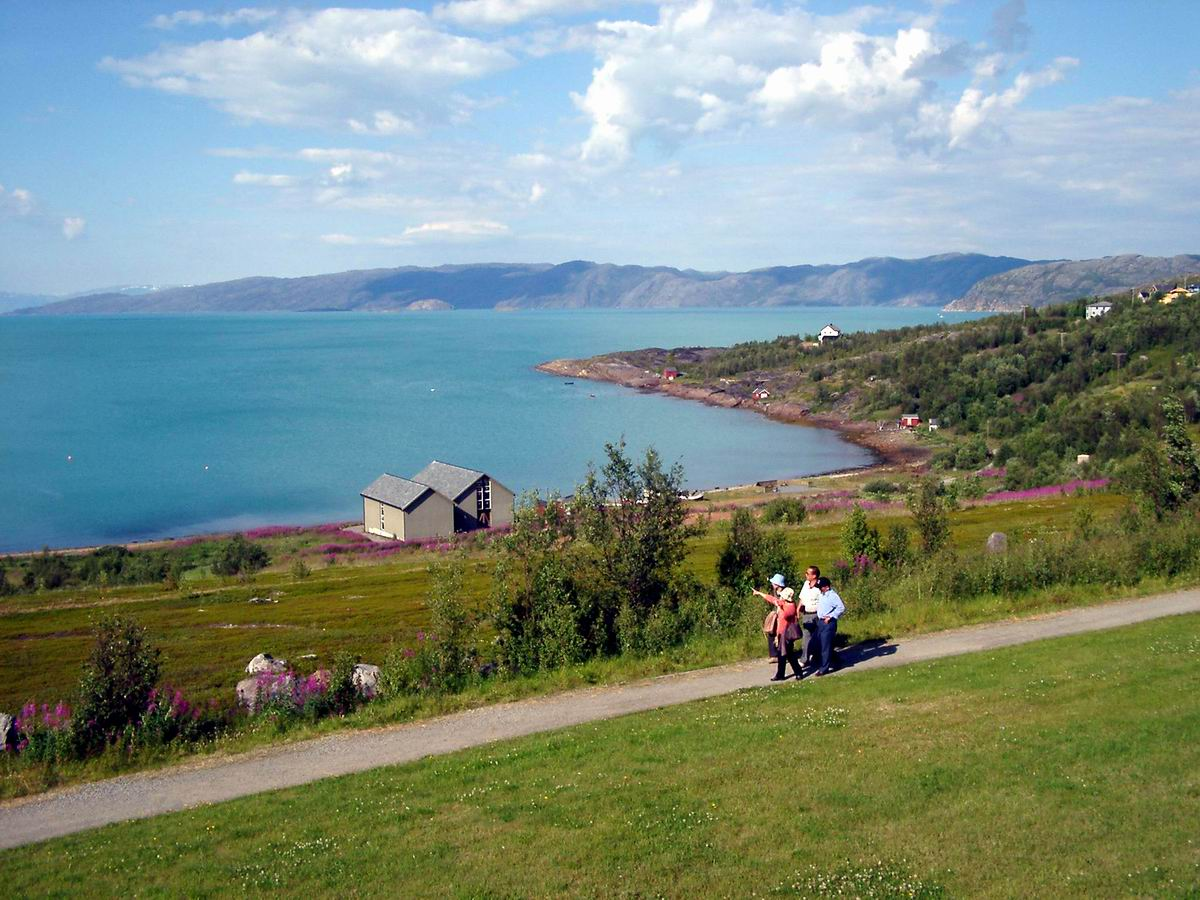
Altafjord

Am Westrand der Stadt Alta mündet die von Süden kommende norwegische Staatsstraße 93 in die in Ost-West-Richtung verlaufende Europastraße 6. In Alta beginnt die Europastraße 45. Der Ort ist daher mit dem Auto gut zu erreichen. Außerdem verfügt Alta über einen der größten Flughäfen der Provinz Finnmark. Alta ist somit Durchgangsstation für viele Reisende.
Obwohl die Stadt Alta einen Hafen besitzt, spielt die Personenschifffahrt nur eine untergeordnete Rolle. Von der Hurtigruten wird Alta nicht mehr angelaufen, es existiert noch eine direkte Verbindung mit Schnellbooten nach Hammerfest über Storekorsnes. In der Kommune Alta gibt es wie in der gesamten Provinz Finnmark keine Eisenbahn. Alta ist allerdings über tägliche Direktbusse mit u. a. Tromsø, Hammerfest und Honningsvåg verbunden.

## Wirtschaft

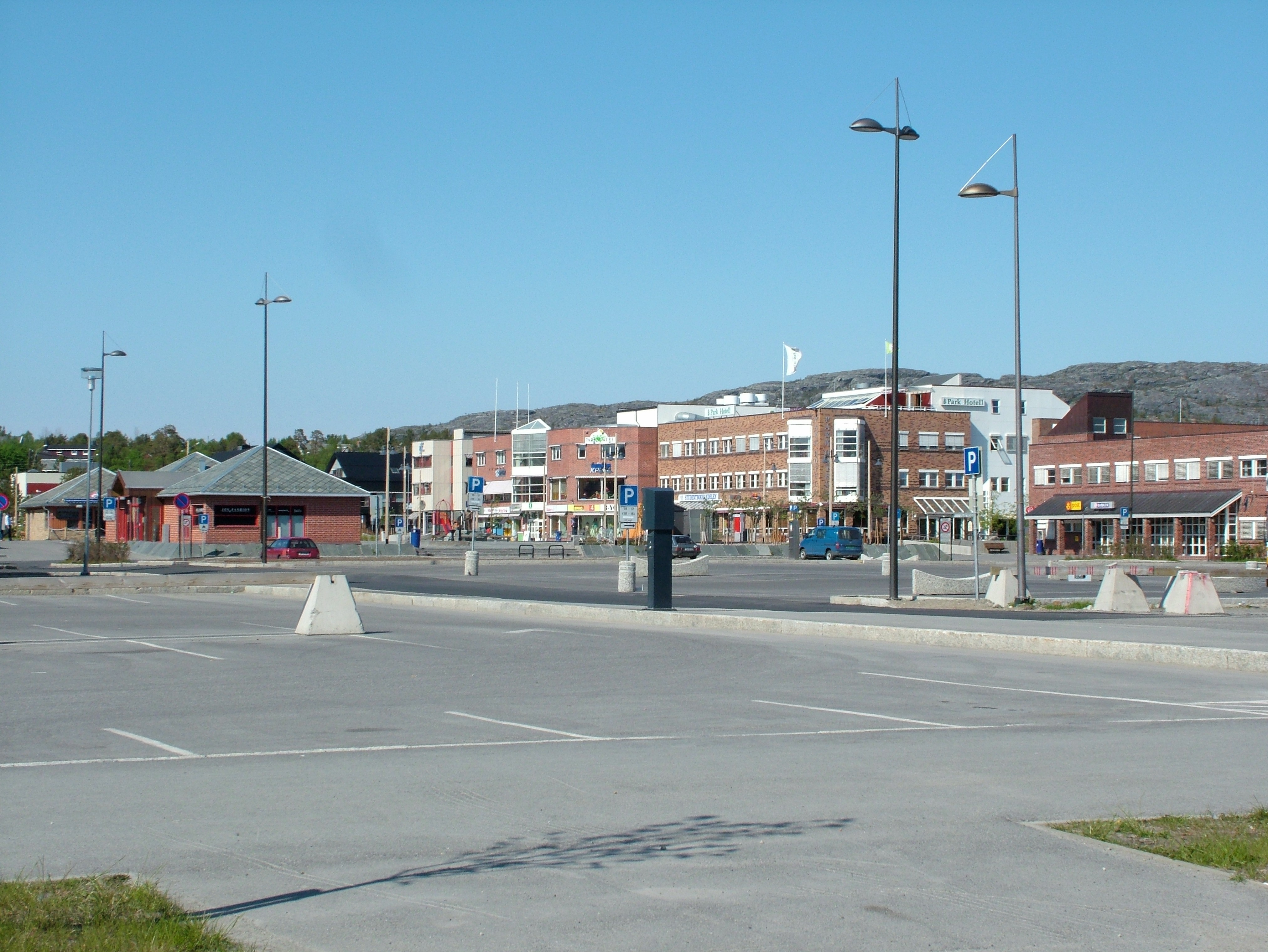
Zentrum der Stadt Alta

Neben Fischfang und fischverarbeitender Industrie spielen Bergbau (Kupfer) und Tourismus eine wirtschaftliche Rolle. Attraktionspunkte für Reisende sind die Landschaft, das Nordlicht, sowie Hundeschlitten- und Schneemobilfahrten.
Alta ist mit der Hochschule Finnmark eine Studentenstadt. Aufgrund des Klimas wird auch Land- und Forstwirtschaft betrieben.
Einer der wichtigsten Wirtschaftszweige in Alta ist der Quarzitabbau. Alta-Quarzit hat eine lange Tradition und ist ein exklusiver Exportartikel, der unter anderem am Flughafen Tokio und an der Grenze zwischen Singapur und Malaysia verbaut wurde. „Altaschiefer“, oder besser „Alta-Quarzit“ ist petrographisch gesehen jedoch kein Schiefergestein, sondern ein Glimmerquarzit, der in plattiger Form, also wie Tonschiefer in Platten abgebaut wird. Das Gestein ist äußerst hart, daher sehr abriebfest und absolut frostsicher. Er findet vor allem Verwendung als Bodenplatten, Wandverkleidungen und Treppenstufen. Der Glimmerquarzit in Alta ist über 600 Millionen Jahre alt.

## Sehenswürdigkeiten

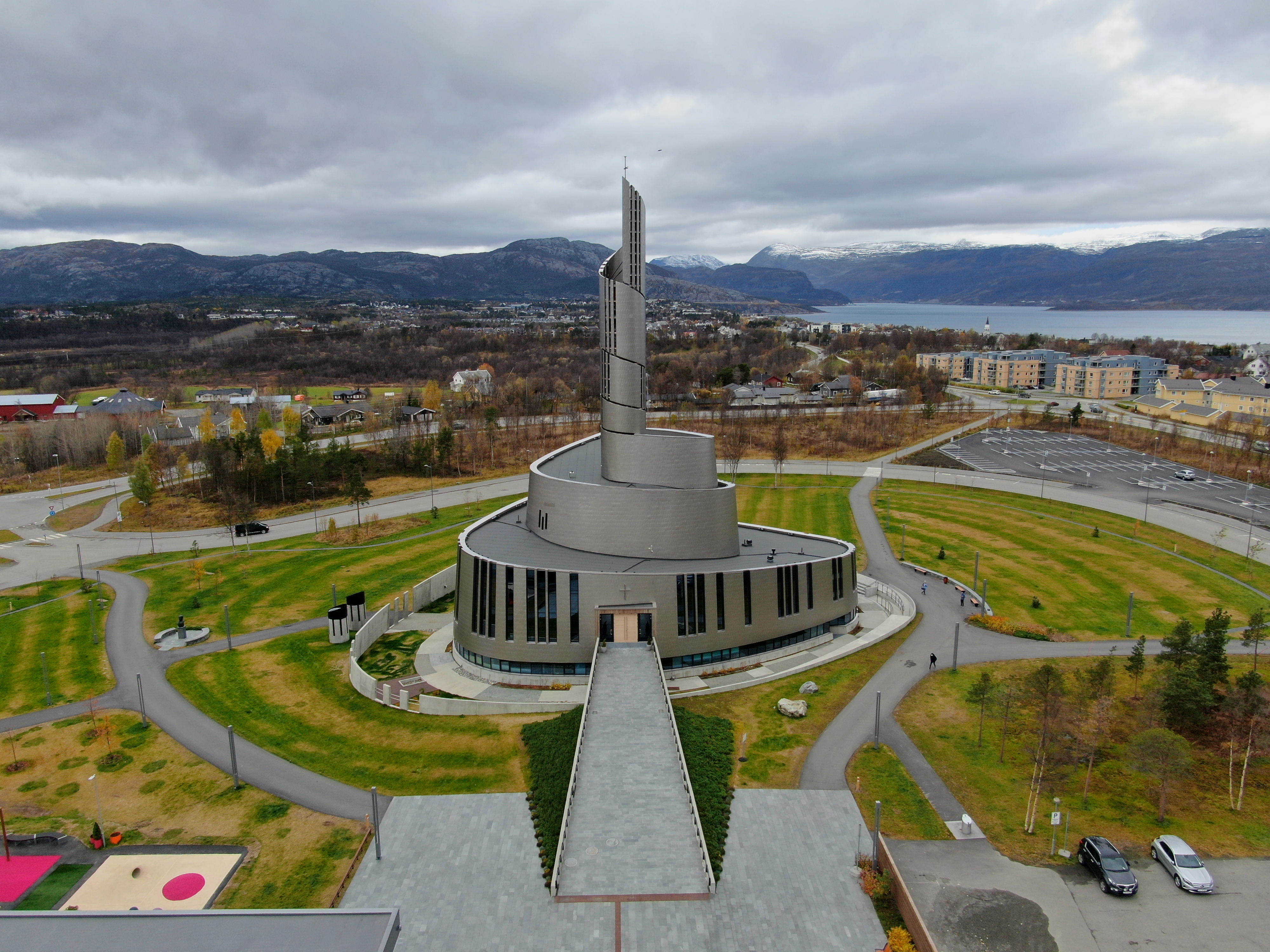
Nordlichtkathedrale Alta

### Nordlichtkathedrale
Die Nordlichtkathedrale wurde 2013 eingeweiht.

### Felsritzungen

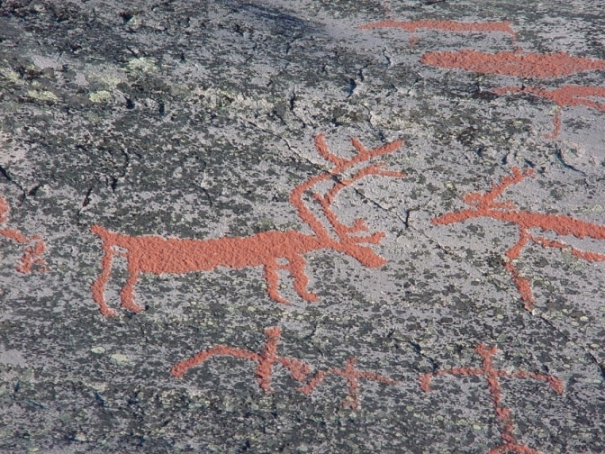
Felsritzung in Alta

Das Gebiet des heutigen Alta war schon vor 15.000 Jahren von Menschen bewohnt. Die frühe Besiedlung zeigt sich eindrucksvoll an den Felsritzungen, die man auf einem 5 km langen Lehrpfad des Alta Museums besichtigen kann. Die ältesten stammen aus der Steinzeit und sind ca. 6.200 Jahre alt, die jüngsten 2500 Jahre. Damit die in den Fels eingeritzten Figuren besser sichtbar werden, haben Archäologen sie mit roter Farbe nachgemalt.
Die Felsritzungen stehen auf der von der UNESCO geführten Liste des Weltkulturerbes.

### Fjordlandschaft und jüngere Geschichtsspuren

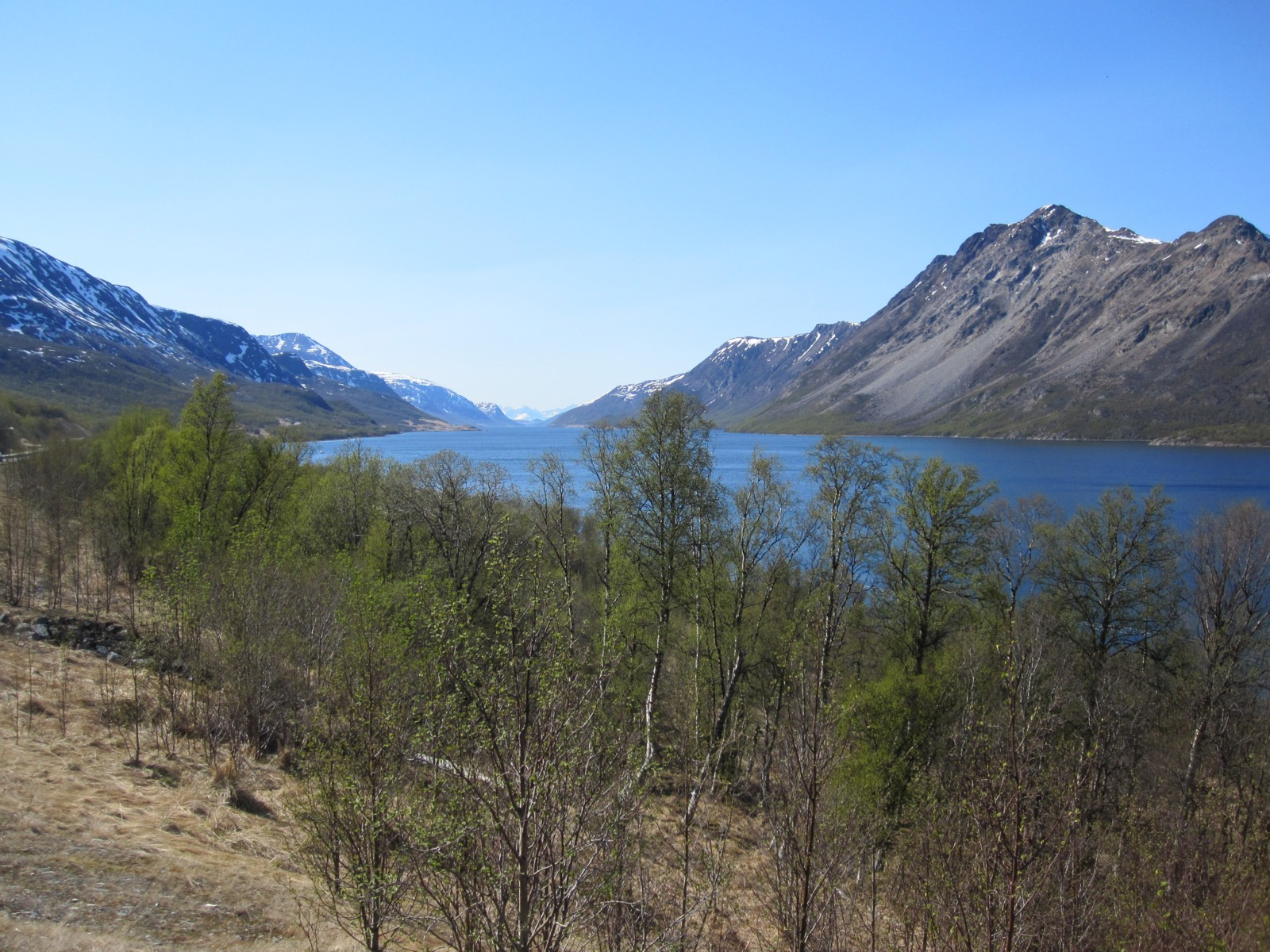
Langfjord

Am Kåfjord, einem Seitenarm des Altafjords, befinden sich die Überreste einer 1909 geschlossenen Kupfermine. Das Gelände der ehemaligen Mine ist durch einen 2,9 km langen Lehrpfad erschlossen.
Etwas oberhalb des Kåfjords steht das älteste für die Beobachtung des Polarlichts errichtete Observatorium, welches heute allerdings nicht mehr in Betrieb ist. Es ist vom Kåfjord aus über einen Fußweg erreichbar und hat zehn Schlafstellen für Wanderer.
Westlich der Stadt, im Dorf Kåfjord, befindet sich, ebenfalls am Kåfjord, das private betriebene Tirpitz-Museum, in dem Gegenstände aus dem deutschen Schlachtschiff Tirpitz ausgestellt sind. Die Tirpitz war während des Zweiten Weltkriegs mehrere Jahre im Altafjord stationiert.
Etwa 25 km nordwestlich von Alta befindet sich ein weiterer Seitenarm des Altafjords – der 31 km lange und etwa einen Kilometer breite Langfjord. Umgeben von teilweise über 1000 m hohen Bergen gilt er als besonders schön.

### Altaelva und Sautso

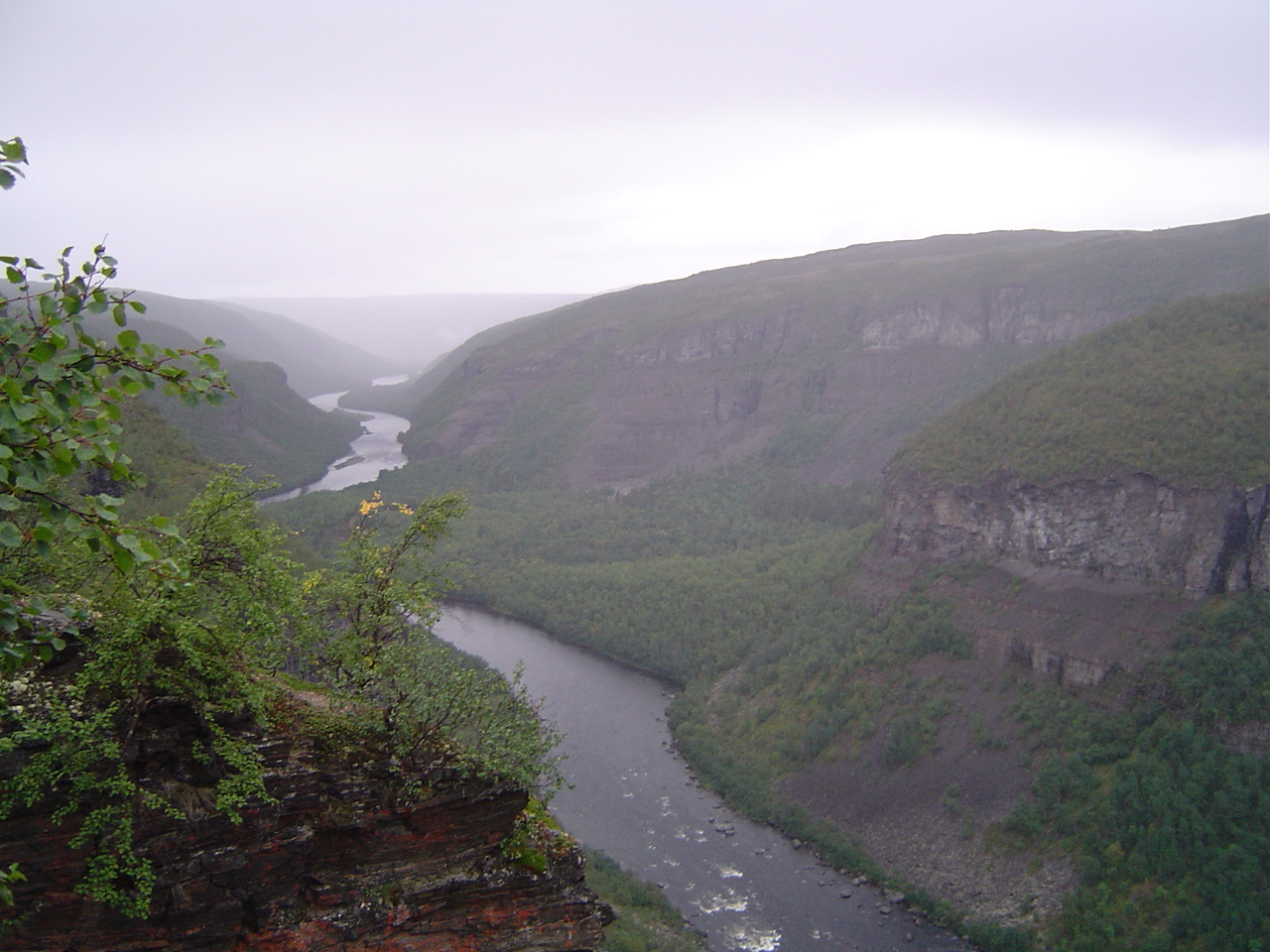
Alta-Canyon Sautso

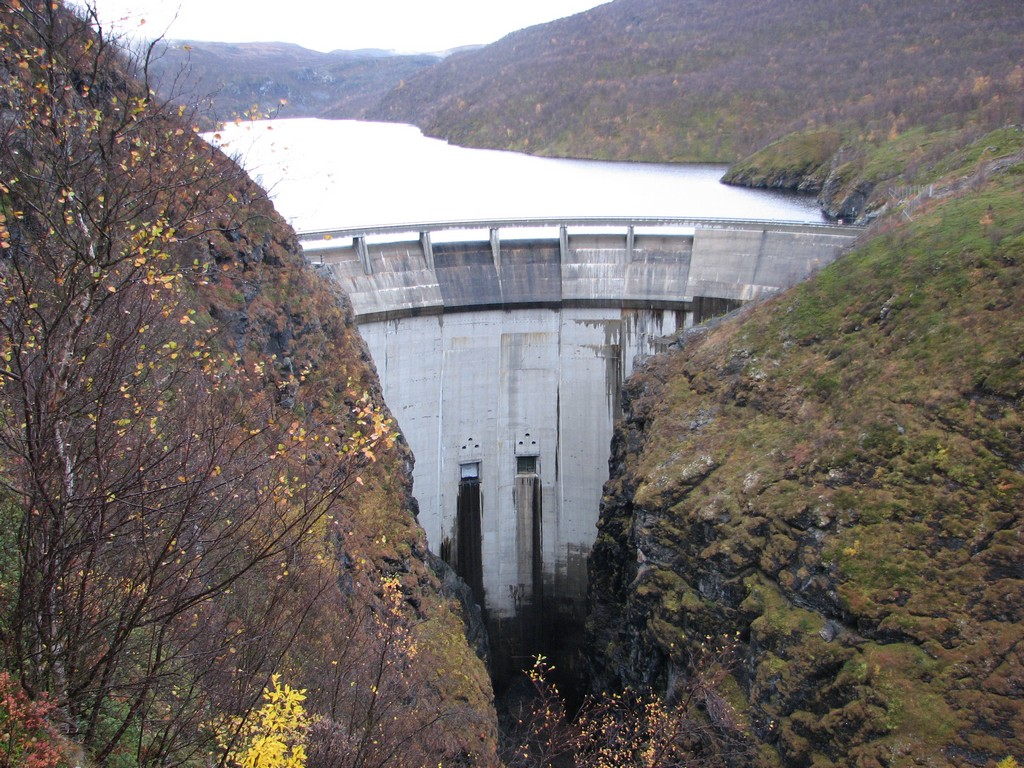
Altadamm

Etwas oberhalb der Stadt fließt die Altaelva durch den annähernd 10 km langen und 300–420 m tiefen Canyon Sautso, samisch Čávžu (69° 46′ 0″ N, 23° 42′ 11″ O). Der Canyon ist nur für Wanderer zu erreichen, da er von keiner Straße erschlossen wird.
Ein gutes Stück flussaufwärts des Canyons wurde der Altadamm errichtet. Der Bau dieses Staudamms führte zwischen 1968 und 1982 im Rahmen des Alta-Konflikts zu zahlreichen Demonstrationen. Die norwegische Regierung veranlasste eine der größten Polizeiaktionen der Geschichte Norwegens, um die Demonstranten, die sich zusammengekettet hatten, zu entfernen. Ein einzelner Aktivist versuchte sogar, eine Brücke auf der Zufahrtsstraße zum Damm zu sprengen. Er fügte sich selbst hierbei allerdings mehr Schaden zu als der Brücke.

## Sport
Alta ist die Heimat des Fußballvereins Alta IF.

## Söhne und Töchter der Stadt
- Eleonore Bjartveit (1924–2002), Politikerin
- Bjørn Wirkola (* 1943), Skispringer
- Tove Bull (* 1945), Linguistin, Hochschullehrerin
- Jarle Pedersen (* 1955), Eisschnellläufer
- Petter Carlsen (* 1979), Sänger und Komponist
- Snorri Einarsson (* 1986), isländisch-norwegischer Skilangläufer
- Tore Reginiussen (* 1986), Fußballspieler
- Mads Reginiussen (* 1988), Fußballspieler
- Finn Hågen Krogh (* 1990), Skilangläufer
- Anna Odine Strøm (* 1998), Skispringerin

## Städtepartnerschaften
- Oulu, Finnland
- Apatity, Russland
- Boden, Schweden